# Canterbury Shaker Village
Il Canterbury Shaker Village è un sito storico e museo all'aperto della cittadina statunitense di Canterbury, nel New Hampshire (New England), in cui si può ammirare un villaggio shaker originale.

## Descrizione
Il sito si trova al nr. 288 di Shaker Road e occupa un'area di circa 280 ettari.
Il sito comprende circa venticinque edifici originali perfettamente conservati.

## Storia

### La comunità shaker di Cambridge
Gli Shakers, una comunità giunta negli Stati Uniti dall'Inghilterra per sfuggire alle persecuzioni religiose, si stabilirono a Cambridge nel 1792.
La comunità shaker visse a Cambridge per circa duecento anni, prima di estinguersi quasi completamente a causa della pratica del celibato.

## Punti d'interesse

### Abitazione principale
Tra i punti d'interesse, vi è l'abitazione principale, risalente al 1793.
L'edificio contiene una biblioteca in cui sono ospitati circa 1 500 volumi.

## Galleria d'immagini

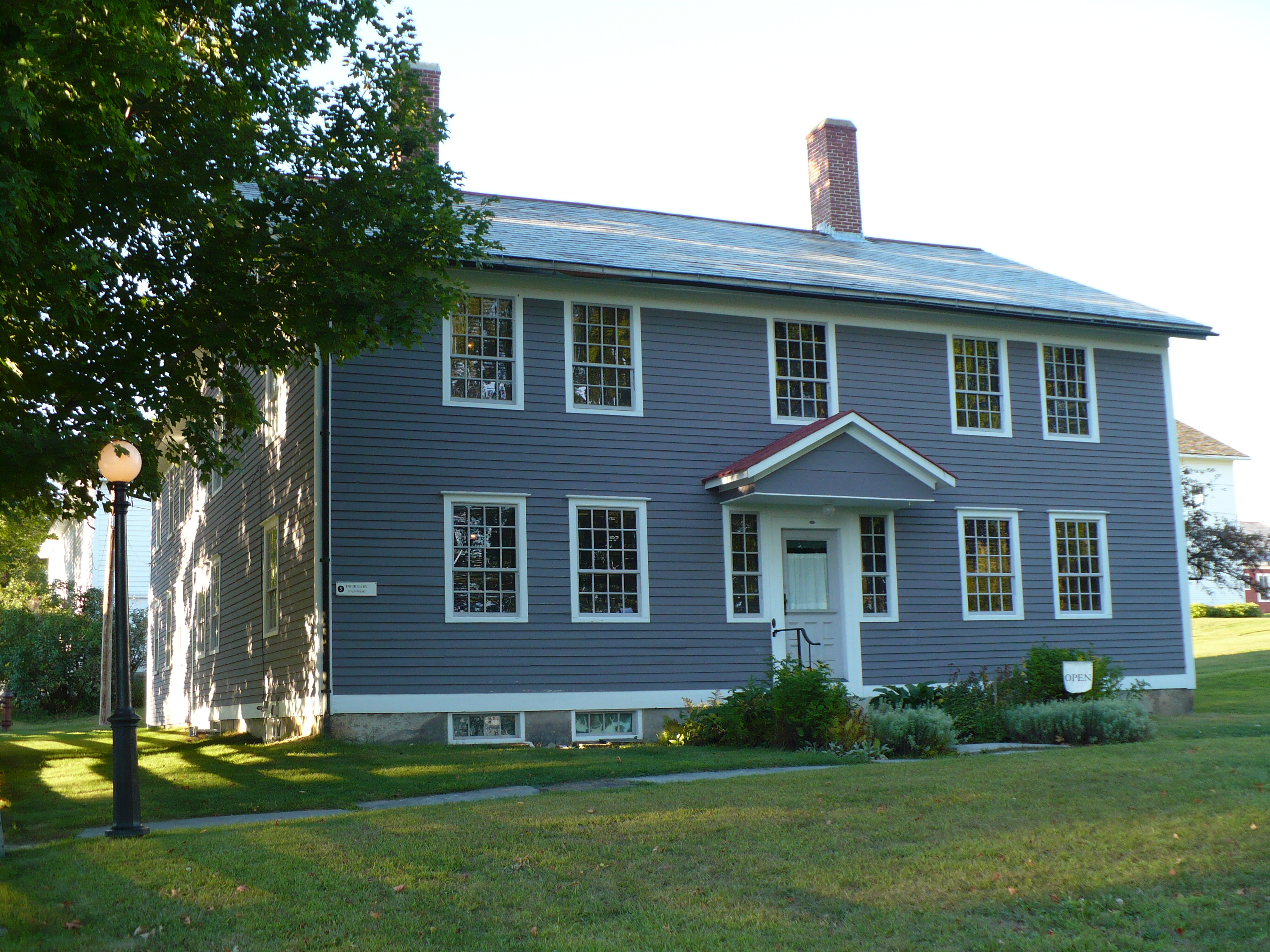
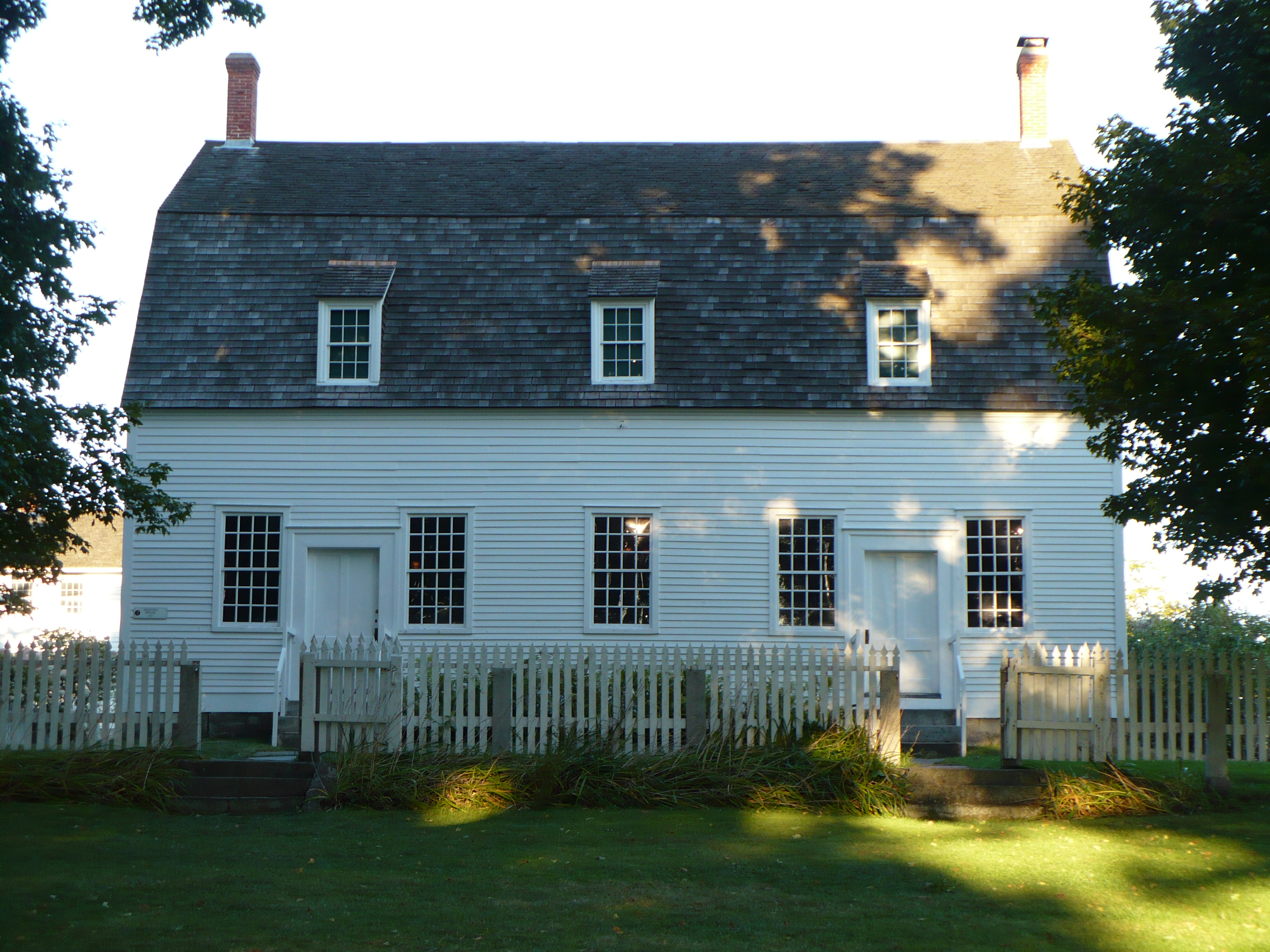
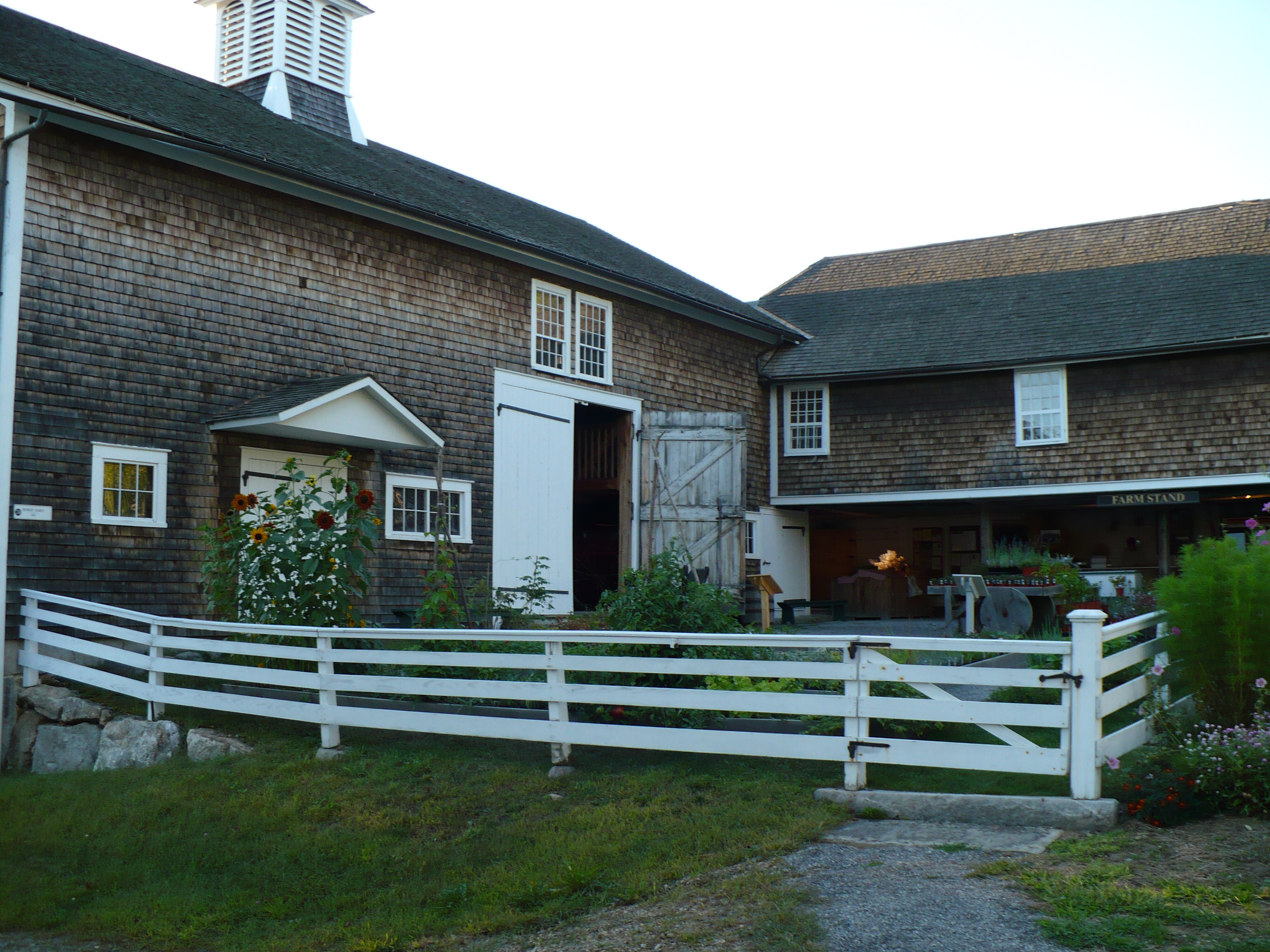
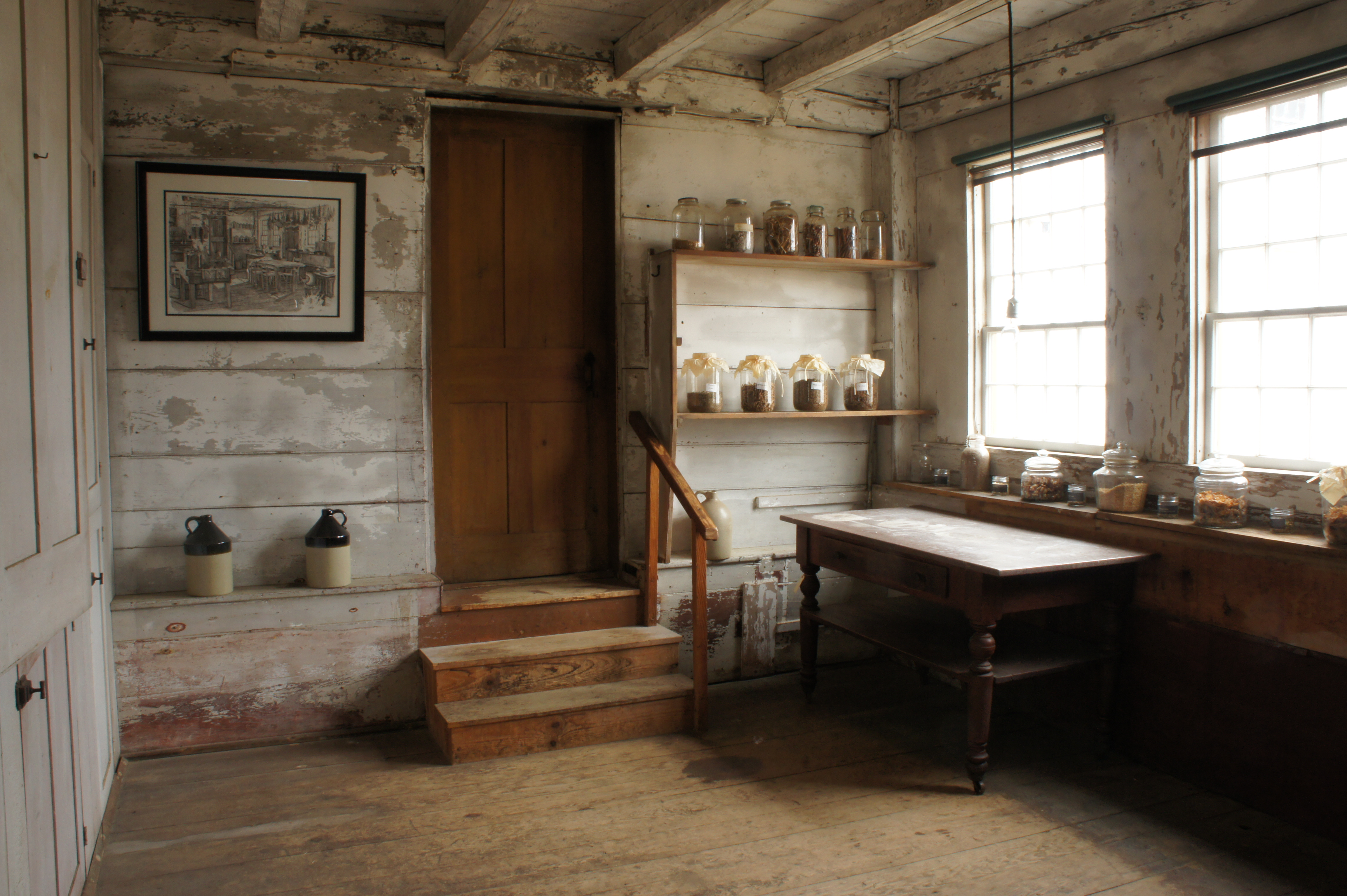